# Liste von Musiklabels/I

## I
| Name Musiklabel                        | Land                   | Sitz                 | Gründer                                                                     | Jahr-Von          | Jahr-Bis     | Labelcode | Website | Mutterlabel                                                            | Details |
| -------------------------------------- | ---------------------- | -------------------- | --------------------------------------------------------------------------- | ----------------- | ------------ | --------- | ------- | ---------------------------------------------------------------------- | --- |
| I, Voidhanger Records                  | Italien                |                      | Luciano Gaglio                                                              | 2008              |              |           | Website |                                                                        | |
| I.R.S. Records                         | Vereinigtes Königreich |                      | Miles Copeland III und Jay Boberg                                           | 1984              | 1994         |           |         |                                                                        | |
| I Hate Records                         | Schweden               | Norrköping           | Peter Lidén und Ola Blomkvist                                               | 2000              |              |           |         |                                                                        | |
| I Luv Money Records                    | Deutschland            |                      | King Orgasmus One, Bass Sultan Hengzt, Bushido und D-Bo                     | 2001              |              |           |         |                                                                        | |
| I Scream Records                       | Belgien                |                      | Laurens Kusters                                                             | 1994              |              |           |         |                                                                        | |
| IAMSOUND Records                       | Vereinigte Staaten     |                      | Niki Roberton                                                               | 2006              |              |           |         |                                                                        | |
| ICC Records                            | Vereinigtes Königreich |                      |                                                                             |                   | 2009         |           |         |                                                                        | |
| Ice Age Entertainment                  | Vereinigte Staaten     |                      | Mike Jones                                                                  | 2001              |              |           |         | Swishahouse                                                            | |
| Ice Records                            | Barbados               |                      | Eddy Grant                                                                  |                   |              |           |         |                                                                        | |
| Icezone Music                          | Deutschland            |                      | David Brandes                                                               |                   |              |           |         |                                                                        | |
| Ichiban Records                        | Vereinigte Staaten     |                      |                                                                             |                   |              |           |         |                                                                        | |
| Ici, d'ailleurs...                     | Frankreich             |                      | Stéphane Grégoire                                                           | 1997              |              |           |         |                                                                        | |
| Icon Records                           | Kanada                 |                      | Rui da Silva                                                                | 2006              |              |           |         | Universal Music Group                                                  | |
| Ictus Records                          | Vereinigte Staaten     |                      | Andrea Centazzo und Frau Carla Lugli                                        | 1976              |              |           |         |                                                                        | |
| Idea Records                           | Vereinigtes Königreich |                      | Andy Partridge und Colin Moulding                                           | Ende 1990er Jahre |              |           |         |                                                                        | |
| Idol Records                           | Vereinigte Staaten     |                      | Erv Karwelis                                                                | 1993              |              |           |         | Idol Records Group                                                     | |
| Ifo classics                           | Deutschland            |                      | Wolfram Adolph                                                              | 1991              |              |           |         |                                                                        | |
| Igloo Records                          | Belgien                |                      |                                                                             | 1978              |              |           |         |                                                                        | |
| III Records                            | Japan                  |                      |                                                                             | 1999              |              |           |         |                                                                        | |
| Ill Will Records                       | Vereinigte Staaten     |                      | Nas                                                                         | 2000              |              |           |         | Sony BMG                                                               | Wurde als Sublabel von Columbia gegründet                                                                            |
| Ill.Skillz Recordings                  | Österreich             |                      | David "D.Kay" Kulenkampff und Philipp "Raw.Full" Roskott                    | 2001              |              |           |         |                                                                        | |
| Illegal Art                            | Vereinigte Staaten     |                      |                                                                             | 1998              |              |           |         |                                                                        | |
| Illegal Musik                          | Neuseeland             |                      |                                                                             |                   |              |           |         | Warner Music New Zealand                                               | |
| Illegal Records                        | Vereinigte Staaten     |                      | Miles Copeland III, Stewart Copeland, Paul Mulligan                         | 1977              | 1988         |           |         |                                                                        | |
| Illionaire Records                     | Südkorea               |                      | The Quiett und Dok2                                                         | 2011              |              |           |         |                                                                        | |
| Illuminating Technologies              |                        |                      |                                                                             |                   |              |           |         |                                                                        | |
| Imagen Records                         | Vereinigte Staaten     | Washington, D.C.     | Bob Winegard                                                                | 2007              |              |           |         |                                                                        | |
| Imaginary Records                      | Vereinigtes Königreich | Heywood              | Alan Duffy                                                                  | 1985              |              |           |         |                                                                        | |
| Immediate Records                      | Vereinigtes Königreich |                      | Andrew Loog Oldham                                                          | 1965              | 1970         |           |         |                                                                        | |
| Immortal Records                       | Vereinigte Staaten     |                      | Happy Walters und Amanda Scheer Demme                                       | 1994              |              |           |         |                                                                        | |
| Impact                                 | Neuseeland             |                      | Lew Pryme, Russell Clark                                                    | 1966              | Erloschen    |           |         |                                                                        | |
| Impact Records                         | Deutschland            |                      | Band Dödelhaie, Gebrüder Kulosa                                             | 1990              |              | LC 06196  |         |                                                                        | |
| Impact Records                         | Vereinigte Staaten     | Los Angeles          | Anthony J. Hilder                                                           | 1960er Jahre      | Erloschen    |           |         |                                                                        | |
| Imperial Records (1900)                | Vereinigte Staaten     |                      |                                                                             | 1900er Jahre      | Erloschen    |           |         |                                                                        | |
| Imperial Records (1920)                | Vereinigtes Königreich | Tonbridge            |                                                                             | 1920              | 1934         |           |         | Crystalate Gramophone Record Manufacturing Company Ltd.                | |
| Imperial Records (1947 und 2006 USA)   | Vereinigte Staaten     |                      | Lew Chudd                                                                   | 1947 2006         | 1979         | LC 01763  |         | Liberty Records (1964–1970) EMI (seit 2006)                            | |
| Imperium Productions                   | Deutschland            | Recklinghausen       | Philipp Schulte                                                             | 2005              | 2019         |           |         |                                                                        | |
| Imprint Records                        | Vereinigte Staaten     | Nashville            | Bud Schaetzle und Roy Wunsch                                                | 1995              |              |           |         |                                                                        | |
| Important Records                      | Vereinigte Staaten     |                      |                                                                             | 2001              |              |           |         |                                                                        | |
| Impulse! Records                       | Vereinigte Staaten     |                      | Creed Taylor                                                                | 1960              |              |           |         | Universal Music Group                                                  | |
| Imputor?                               | Vereinigte Staaten     | Portland             | Darrin Wiener und Jordan Snodgrass                                          | 1999              |              |           |         |                                                                        | |
| In Bloom Records                       | Deutschland            |                      | Gregor „Amadeus“ Böhm, Hanna Kolb                                           | 2010              |              | LC 24327  |         | Flowerstreet Records                                                   | |
| In Paradisum (Plattenlabel)            | Frankreich             |                      | Guillaume Heuguet, Paul Régimbeau                                           | 2011              |              |           |         |                                                                        | |
| In Records (United States)             | Vereinigte Staaten     |                      |                                                                             | 1964              |              |           |         |                                                                        | |
| In Records (Australia)                 | Australien             |                      |                                                                             | 1960er Jahre      | 1960er Jahre |           |         | W&G Records                                                            | |
| In the Red Records                     | Vereinigte Staaten     | Los Angeles          | Larry Hardy                                                                 | 1991              |              |           |         |                                                                        | |
| In + Out Records                       | Deutschland            |                      | Frank Kleinschmidt                                                          | 1988              |              |           |         |                                                                        | |
| Incentive Records                      | Vereinigtes Königreich |                      | Nick Halkes                                                                 | 1999              |              |           |         |                                                                        | |
| INCredible                             | Vereinigtes Königreich |                      |                                                                             |                   |              |           |         | Sony Music Entertainment                                               | |
| Incus Records                          | Vereinigtes Königreich |                      | Evan Parker, Tony Oxley, Derek Bailey und Michael Walters                   | 1970              |              |           |         |                                                                        | |
| Indecision Records                     | Vereinigte Staaten     | Garden Grove         | Dave Mandel                                                                 | 1992              |              |           |         |                                                                        | |
| Independiente Records                  | Vereinigtes Königreich | London               | Andy Macdonald                                                              | 1997              |              |           |         |                                                                        | |
| Indestructible Record Company          | Vereinigte Staaten     | Albany               | William Messer                                                              | 1906              | Erloschen    |           |         |                                                                        | |
| Indi Script Records                    | Vereinigte Staaten     | Maui                 | Mateus Kotok                                                                | 1999              |              |           |         |                                                                        | |
| Indify                                 | Frankreich             | Paris                |                                                                             | 2015              |              |           | Website |                                                                        | |
| India Navigation                       | Vereinigte Staaten     |                      | Bob Cummins                                                                 | 1970er Jahre      | 1990er Jahre |           |         |                                                                        | |
| Indianola Records                      | Vereinigte Staaten     | Valdosta             | John Giddens, Matt Shelton                                                  | 1999              |              |           |         |                                                                        | |
| Indiebasement                          | Deutschland            | Tübingen             | John Keppler, Bela Keppler, Valentin Keppler                                | 2020              |              | LC 96552  | Website |                                                                        | |
| Indie Recordings                       | Norwegen               |                      | Espen und Erik Solheim Røhne                                                | 2006              |              |           |         |                                                                        | |
| Indigo (Vertrieb)                      | Deutschland            |                      | Nikel Pallat, Albrecht Boehm und Jörn Heinecker                             | 1993              |              |           |         |                                                                        | |
| Indipendenza                           | Deutschland            |                      | RAF Camora                                                                  | 2013              |              |           |         |                                                                        | |
| Indirecto Records                      | Vereinigte Staaten     | New York City        | John Medeski, Billy Martin und Chris Wood                                   | 2006              |              |           |         |                                                                        | |
| Industrial Records                     | Vereinigtes Königreich |                      | Chris Carter, Cosey Fanni Tutti, Peter Christopherson und Genesis P-Orridge | 1975              |              |           |         |                                                                        | |
| Industrial Strength Records            | Vereinigte Staaten     |                      | Lenny Dee                                                                   | 1991              |              |           |         |                                                                        | |
| Infacted Recordings                    | Deutschland            |                      | Torben Schmidt                                                              | 2003              |              |           |         |                                                                        | |
| Infectious Records                     | Vereinigtes Königreich | London               | Korda Marshall                                                              | 1993              |              |           |         |                                                                        | |
| In-Fidelity Recordings                 | Australien             | Melbourne            | Bruce Milne und Steven Stavrakis                                            | 2002              |              |           |         |                                                                        | |
| Infinity Records                       | Vereinigte Staaten     |                      | John Clifford „Cliff“ Garrett                                               | 1960              | 1965         |           |         | C. G. Recording Corporation                                            | |
| Infinity Recordings                    | Vereinigtes Königreich |                      | DJ Breeze                                                                   |                   |              |           |         |                                                                        | |
| Infinity Cat Recordings                | Vereinigte Staaten     | Nashville            | Jake Orall und Jamin Orrall                                                 | 2002              |              |           |         |                                                                        | |
| Infraction                             | Vereinigte Staaten     | Canton               | Jason Bryant                                                                | 2001              |              |           | Website |                                                                        | |
| Infrared                               | Vereinigtes Königreich |                      | J Majik                                                                     |                   |              |           |         |                                                                        | |
| Initial Records                        | Vereinigte Staaten     | Louisville           | Andy Rich                                                                   | 1992              |              |           |         |                                                                        | |
| Ink Music                              | Österreich             |                      | Hannes Tschürtz                                                             | 2001              |              |           |         |                                                                        | |
| Inner City Records                     | Vereinigte Staaten     |                      | Irv Kratka und dem Produzenten Eric Kriss                                   | 1976              | 1985         |           |         | Music Minus One Records                                                | |
| Innervisions (Label)                   | Deutschland            |                      | Kristian Rädle, Frank Wiedemann, Steffen Berkhahn                           | 2005              |              |           |         |                                                                        | |
| Innocent Records                       | Vereinigtes Königreich |                      | Hugh Goldsmith                                                              | 1997              | 2007         |           |         |                                                                        | |
| Innova Recordings                      | Vereinigte Staaten     | St. Paul (Minnesota) |                                                                             | 1982              |              |           |         |                                                                        | |
| Innovative Communication               | Deutschland            |                      | Klaus Schulze und Michael Haentjes                                          | 1978              |              |           |         |                                                                        | Heißt seit 1990 IC/DigItMusic GmbH                                                                                   |
| INO Records                            | Vereinigte Staaten     | Brentwood            | Jeff Moseley                                                                | 2011              |              |           |         |                                                                        | |
| Inoxia Records                         | Japan                  |                      |                                                                             |                   |              |           |         |                                                                        | |
| Inpop Records                          | Vereinigte Staaten     | Nashville            | Peter Furler Dale Bray Wes Campbell                                         | 1999              |              |           |         |                                                                        | |
| Inside Recordings                      | Vereinigte Staaten     | Los Angeles          | Jackson Browne                                                              | 1999              |              |           |         |                                                                        | |
| InsideOut Music                        | Deutschland            |                      |                                                                             |                   |              |           |         | Century Media                                                          | Nachdem der Mutterkonzern SPV im Jahr 2009 Insolvenz anmelden musste, wurde Inside Out von Century Media übernommen. |
| InsideOut US                           | Vereinigte Staaten     | Pittsburgh           |                                                                             |                   |              |           |         | InsideOut Music                                                        | |
| Instant Composers Pool                 | Niederlande            |                      | Willem Breuker, Misha Mengelberg und Han Bennink                            | 1967              |              |           |         |                                                                        | |
| Instant Karma                          | Vereinigtes Königreich |                      | Rob Dickins                                                                 | 1999              |              |           |         |                                                                        | |
| Instinct Records                       | Vereinigte Staaten     | New York City        |                                                                             | 1989              |              |           |         |                                                                        | |
| Intakt Records                         | Schweiz                | Zürich               | Patrik Landolt                                                              | 1986              |              |           | Website |                                                                        | |
| Intec Digital                          | Vereinigtes Königreich | London               | Carl Cox und DJ C1                                                          | 1998              |              |           |         |                                                                        | |
| Integrity Records                      | Vereinigtes Königreich | Bedford, England     |                                                                             | 1990er Jahre      |              |           |         |                                                                        | |
| Intense Records                        | Vereinigte Staaten     |                      |                                                                             | 1986              | Erloschen    |           |         | Frontline Records                                                      | |
| Intentcity Records                     | Vereinigte Staaten     | Anaheim              |                                                                             |                   |              |           |         |                                                                        | |
| Interactive Jack Records               | Vereinigte Staaten     | Seattle              | Dave Flowers                                                                |                   |              |           |         |                                                                        | |
| Intercord                              | Deutschland            |                      | Verlagsgruppe Georg von Holtzbrinck                                         | 1966              |              | LC 01109  |         | Verlagsgruppe Georg von Holtzbrinck (1966–1994); EMI Group (seit 1994) | |
| International Anthem Recording Company | Vereinigte Staaten     | Chicago              | Scottie McNiece und David Allen                                             | 2014              |              |           | Website |                                                                        | |
| International Artists                  | Vereinigte Staaten     | Houston              |                                                                             | 1965              | 1970         |           |         |                                                                        | |
| International DeeJay Gigolos           | Deutschland            |                      | Helmut Geier (Künstlername DJ Hell)                                         | 1996              |              |           |         | Disko B                                                                | |
| Interphon Records                      | Vereinigte Staaten     |                      |                                                                             | 1964              | 1965         |           |         | Vee-Jay Records                                                        | |
| Interscope-Geffen-A&M                  | Vereinigte Staaten     | Santa Monica         |                                                                             | 1999              |              |           |         | Universal Music Group                                                  | |
| Interscope Records                     | Vereinigte Staaten     |                      | Jimmy Iovine                                                                | 1989              |              |           |         | Universal Music Group                                                  | |
| Intervention Records                   | Vereinigte Staaten     | Puget Sound          | Shane Buettner                                                              | 2015              |              |           |         |                                                                        | |
| Intrada Records                        | Vereinigte Staaten     | Oakland              | Douglass Fake und Roger Feigelson                                           |                   |              |           |         |                                                                        | |
| Intransigent Recordings                | Deutschland            |                      | DJ G-I-S                                                                    | 2000              |              |           |         |                                                                        | |
| Intuition Records                      | Deutschland            | Mainz                | Vera Brandes                                                                | 1987              |              | LC 8399   |         | Schott Music                                                           | |
| Invasion Records                       | Deutschland            | Königs Wusterhausen  | „Maja“ Majewski                                                             | 1991              | 1999         |           |         |                                                                        | |
| Inverse Records                        | Finnland               |                      |                                                                             | 2011              |              |           |         |                                                                        | |
| Invictus Records                       | Vereinigte Staaten     | Detroit              | Brian Holland, Lamont Dozier und Edward Holland, Jr.                        | 1969              | 1973         |           |         | HDH Records                                                            | |
| Invisible Agent                        | Irland                 | Dublin               | Warren Daly Donard McCabe                                                   | 2000              |              |           |         |                                                                        | |
| Invisible Records                      | Vereinigte Staaten     | Chicago              | Martin Atkins                                                               |                   |              |           |         |                                                                        | |
| Invisible Hands Music                  | Vereinigtes Königreich | London               | Charles Kennedy                                                             | 1987              |              |           |         |                                                                        | |
| inVogue Records                        | Vereinigte Staaten     |                      | Nick Moore                                                                  | 2009              |              |           |         |                                                                        | |
| Iodine Recordings                      | Vereinigte Staaten     | Boston               | Casey Horrigan                                                              | 1996              | 2003         |           |         |                                                                        | |
| Ipecac Recordings                      | Vereinigte Staaten     |                      | Mike Patton und Greg Werckman                                               | 1999              |              |           |         |                                                                        | |
| Irievibrations Records                 | Österreich             |                      | Iriepathie                                                                  | 2003              |              |           |         |                                                                        | |
| Iron Bonehead Productions              | Deutschland            | Wachtendonk          | Patrick Kremer                                                              | 1995              |              |           |         |                                                                        | |
| Iron Pegasus Records                   | Deutschland            |                      | Costa Stoios                                                                | 1998              |              |           |         |                                                                        | |
| Iron Shield Records                    | Deutschland            | Berlin               | Frank Weiser (†), Thomas Kalläne                                            | 2010              |              |           |         |                                                                        | |
| Irond                                  | Russland               | Moskau               |                                                                             | 2000              |              |           | Website |                                                                        | |
| Ironworks                              | Vereinigte Staaten     |                      | Kiefer Sutherland und Jude Cole                                             |                   |              |           |         |                                                                        | |
| Isadora Records                        | Kanada                 |                      | Hawksley Workman                                                            | 1999              |              |           |         |                                                                        | |
| Isbessa                                | Deutschland            | Berlin               | Volker Mietke und Markus Beele                                              | 2021              |              | LC 99423  | Website |                                                                        | |
| Island Blue Records                    | Vereinigte Staaten     |                      |                                                                             |                   |              |           |         | Universal Records                                                      | |
| Island Def Jam Music Group             | Vereinigte Staaten     |                      |                                                                             | 1999              |              |           |         |                                                                        | Entstand 1999 durch die Verschmelzung von Island Records und Def Jam Recordings                                      |
| Island Records                         | Jamaika                |                      | Island Def Jam Music Group                                                  | 1959              |              |           |         | Universal Music Group                                                  | Gehört heute zur Universal Music Group, ihrerseits ein Tochterunternehmen von Vivendi (bis 2006 Vivendi Universal)   |
| Isolate Records                        | Vereinigte Staaten     |                      | Wai Cheng                                                                   | 1995              |              |           |         |                                                                        | |
| Italia (Label)                         | Deutschland            |                      | Dr. Karl Heinz Busse                                                        | 1962              | 1966         |           |         |                                                                        | |
| Italic Recordings                      | Deutschland            | Berlin               | Marc Knauer, Stefan Schwander                                               | 1999              |              |           | Website |                                                                        | |
| It's Time Records                      | Deutschland            |                      | Alessandro Cersosimo                                                        | 2018              |              |           |         |                                                                        | |
| Ivory Classics                         | Vereinigte Staaten     |                      |                                                                             | 1998              |              |           |         |                                                                        | |
| Ivy League Records                     | Australien             | Sydney               | The John Reed Club                                                          | 1997              |              |           |         |                                                                        | |
| Ivy Queen Musa Sound                   | Vereinigte Staaten     | Miami                | Ivy Queen und José Guadalupe                                                | 2005              |              |           |         | Universal Music Latin Entertainment                                    | |